# Der Staatsanwalt hat das Wort: Die Geschichte der Rosemarie E.
Die Geschichte der Rosemarie E. ist ein deutscher Fernsehfilm von Horst Zaeske aus dem Jahr 1969. Das kriminologische Fernsehspiel erschien als 14. Folge der Filmreihe Der Staatsanwalt hat das Wort.

## Handlung
Im Mittelpunkt stehen die Probleme und Konflikte zweier junger Menschen, die aus Liebe zueinander gefunden und große Hoffnungen in ein gemeinsames Leben gesetzt haben. Wir verfolgen vier Jahre ihrer Ehe und werden Zeuge von Schwierigkeiten, die sich in manchen jungen Ehen einstellen, bedingt durch unterschiedliche Charakterveranlagungen, durch Umwelteinflüsse, nicht zuletzt auch durch die Tatsache, dass das Miteinanderleben ständig neue Forderungen an beide Partner stellt, die sie häufig nicht zu realisieren vermögen. Streit und Misshelligkeiten in einer Ehe erwachsen auch oft aus der Tatsache, dass die Frau ihre durch die DDR-Verfassung garantierte Gleichberechtigung auch in ihren Beziehungen zum Ehepartner verwirklicht sehen möchte. Gleichberechtigung fordert neue Partnerbeziehungen. Wo sie nicht gefunden werden, wo es nicht gelingt, neue, dem Entwicklungsstand beider Partner angemessene Beziehungen zueinander zu finden, kann es zu Krisen und Konflikten in einer Ehe kommen. Im Falle von Rosemarie E. führen diese Konflikte sogar zu einer strafbaren Handlung.

## Produktion
Die Geschichte der Rosemarie E. entstand 1969  im Zuständigkeitsbereich des Deutschen Fernsehfunks, Bereich Unterhaltende Dramatik – Redaktion „Der Staatsanwalt hat das Wort“.

Szenenbild: Heinz Zeise; Kostüm: Doris Haußmann; Dramaturgie: Jutta Schütz; Kommentar: Peter Przybylski.